# Carlo Chiti

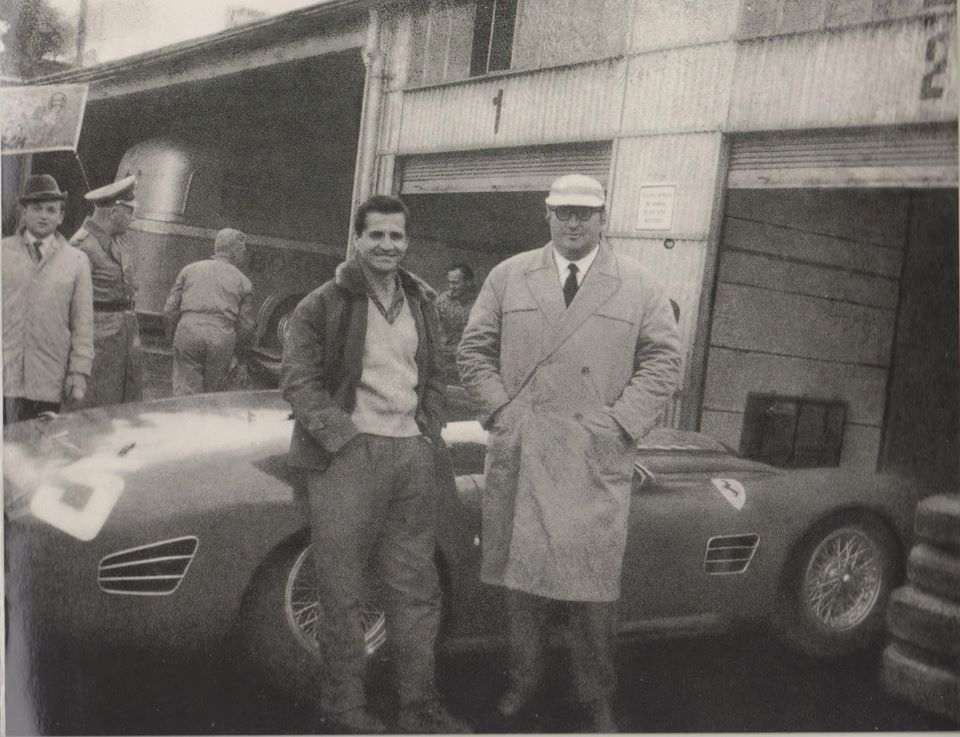
Carlo Chiti t. h. tillsammans med Giotto Bizzarrini t. v.

Carlo Chiti, född den 19 december 1924 i Pistoia, död den 7 juli 1994 i Milano, var en italiensk tävlingsbil- och motorkonstruktör.
Carlo Chiti tog examen i flyg- och rymdteknik vid universitetet i Pisa 1953. Redan föregående år hade han blivit anställd vid Alfa Romeo där han arbetade med företagets sportvagnar.
När Alfa Romeo lade ner sin tävlingsavdelning i slutet av femtiotalet flyttade Chiti till Ferrari. Där arbetade han med Scuderia Ferraris formel 1-bilar och tog bland annat fram stallets första mittmotorbil Ferrari 156.
Hösten 1961 lämnade Chiti Ferrari, tillsammans med Giotto Bizzarrini och ett flertal andra nyckelmedarbetare. Chiti och Bizzarrini startade ATS för att bygga formel 1-vagnar och sportbilar, i direkt konkurrens med sin förre arbetsgivare. 
ATS blev ett misslyckande och 1963 började Chiti hos Autodelta, där han konstruerade motorn till Alfa Romeo Tipo 33. Chiti byggde även motorer till Team Alfa Romeos formel 1-satsning.
1984 lämnade Chiti Autodelta för att starta Motori Moderni, som byggde motorer till bland annat Minardi. 1999 köpte Koenigsegg tillverkningsrätten till en av Chitis sista konstruktioner, en tolvcylindrig boxermotor. 